# شیت‌خرو
شیت‌خرو جماعت و شهرکی در جنوب شرقی کشور تاجیکستان است که در ناحیهٔ اشکاشم ولایت مختار کوهستان بدخشان قرار دارد. جمعیت این جماعت ۴۸۶۲ است.